# Sande (Dolna Saksonia)
Sande – gmina samodzielna (niem. Einheitsgemeinde) w Niemczech, w kraju związkowym Dolna Saksonia, w powiecie Friesland.

## Dzielnice gminy
- Cäciliengroden
- Dykhausen
- Mariensiel
- Neustadtgödens
- Sande

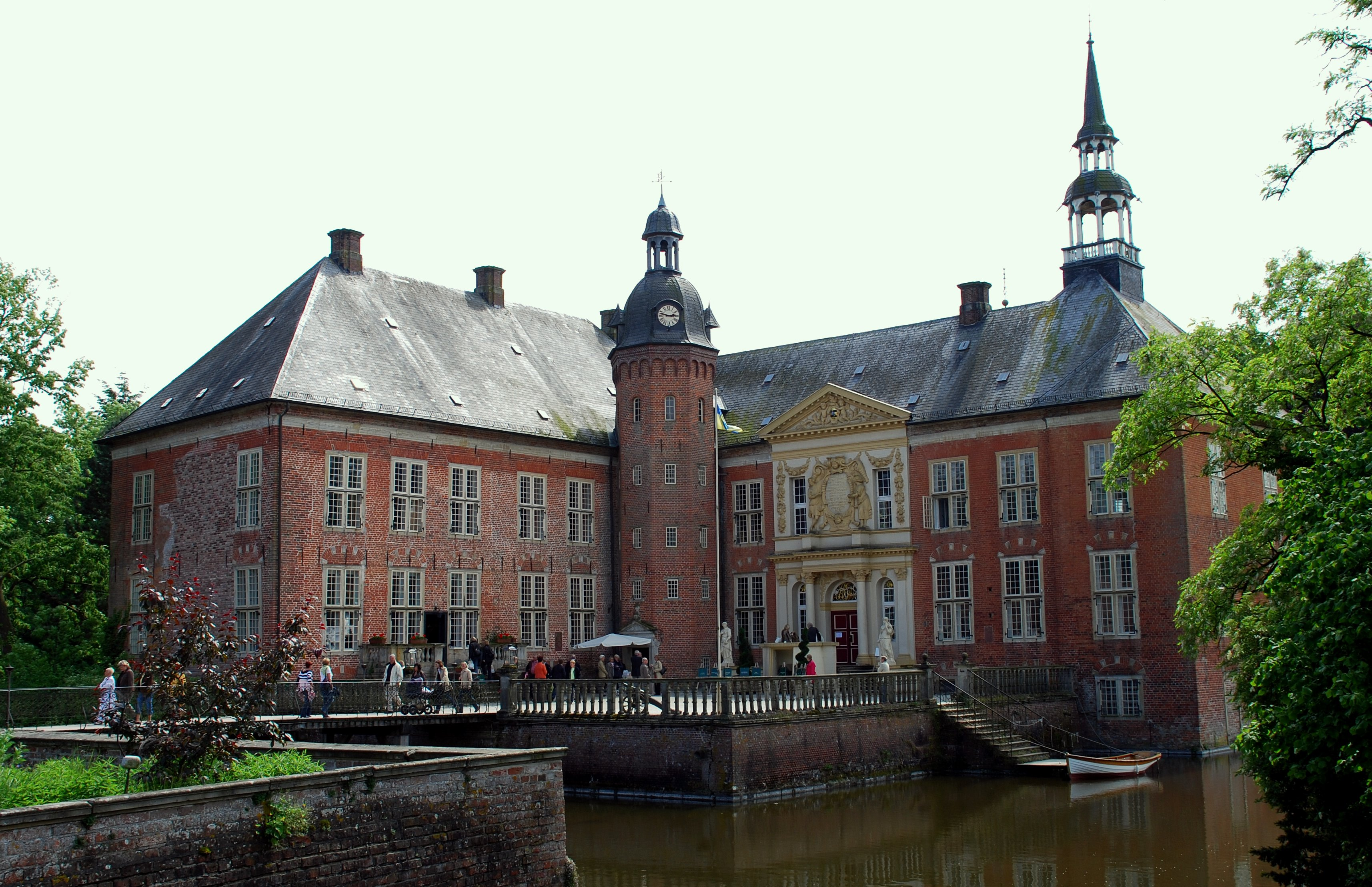
Zamek na wodzie
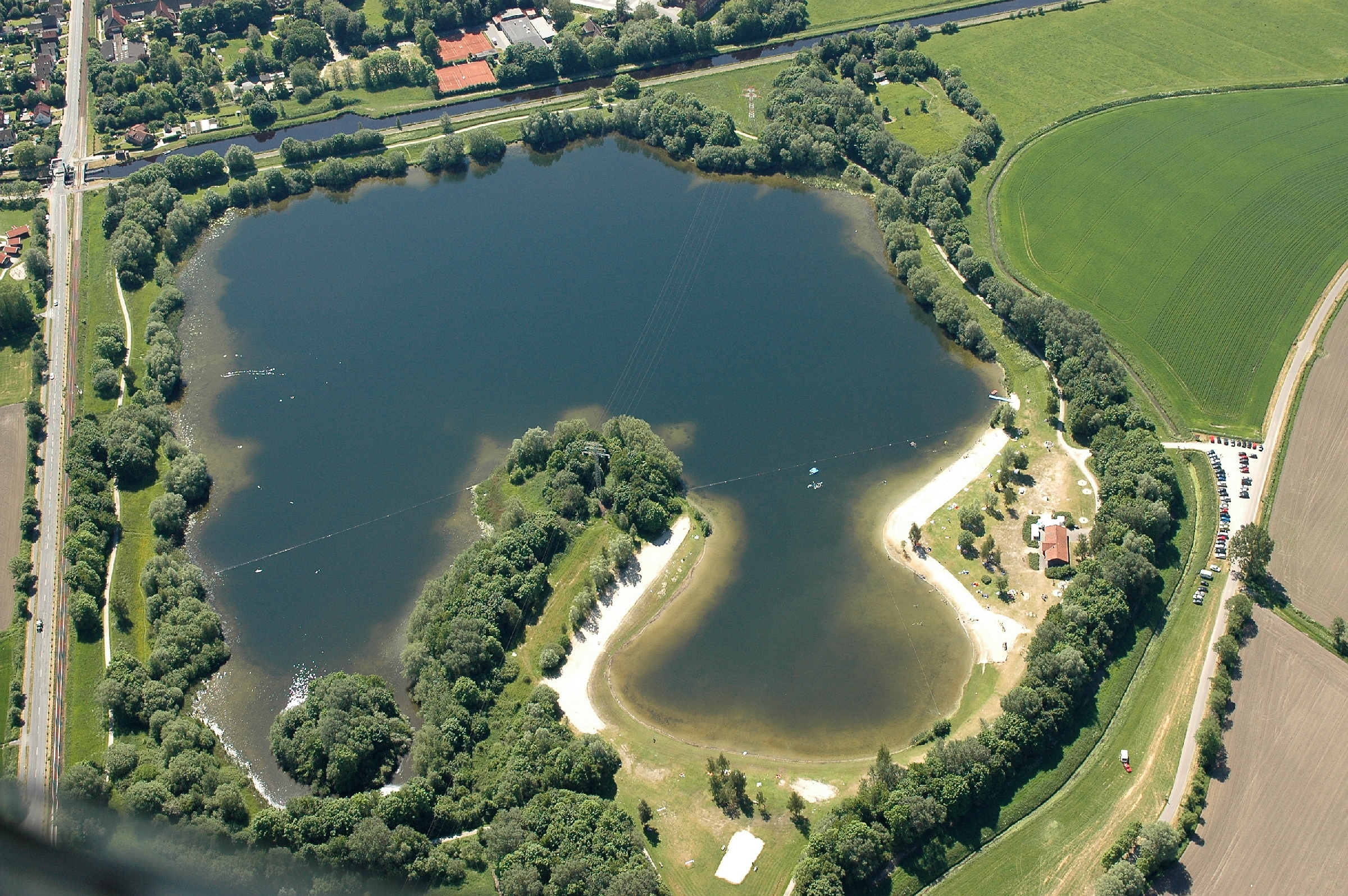
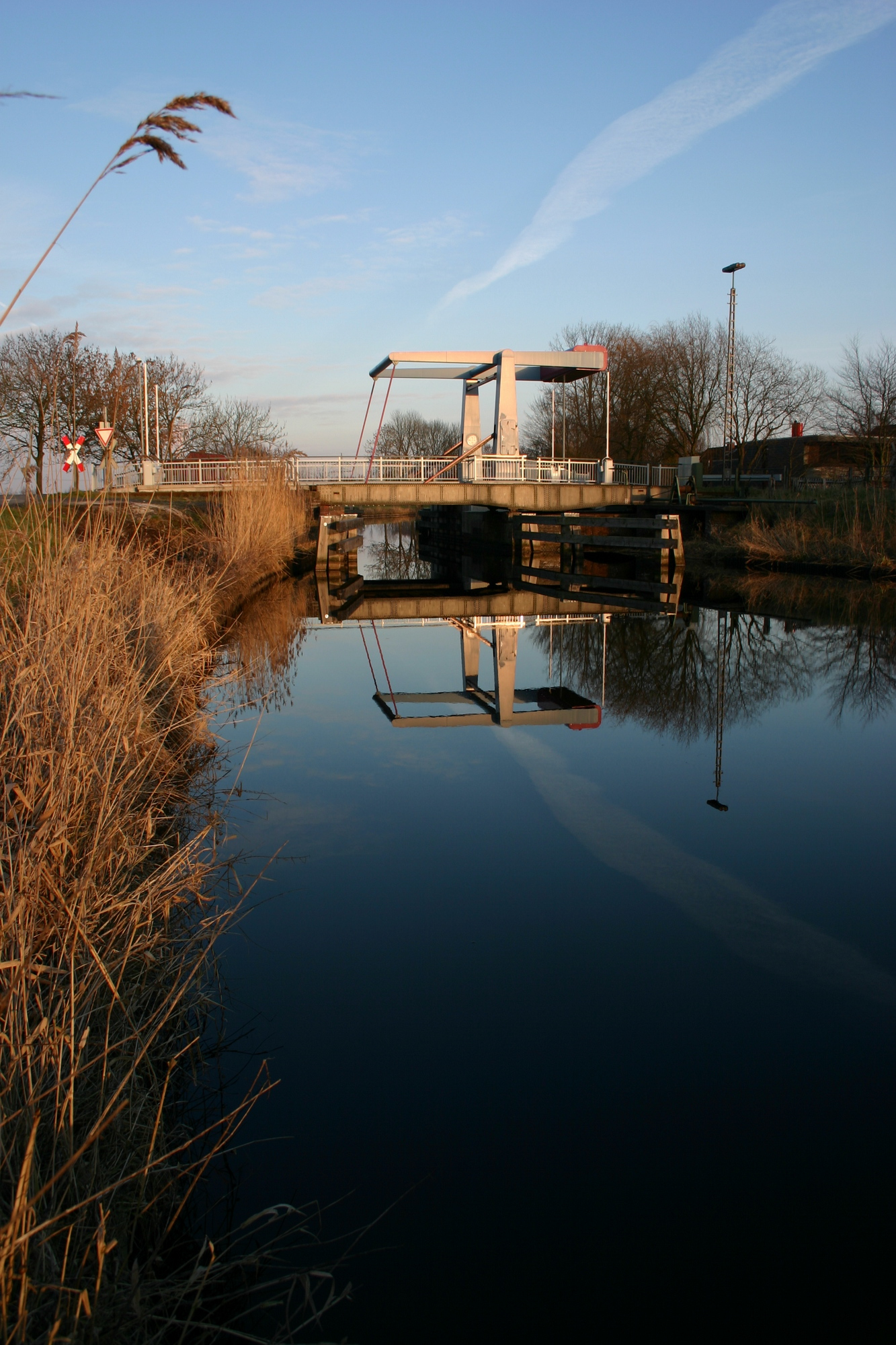
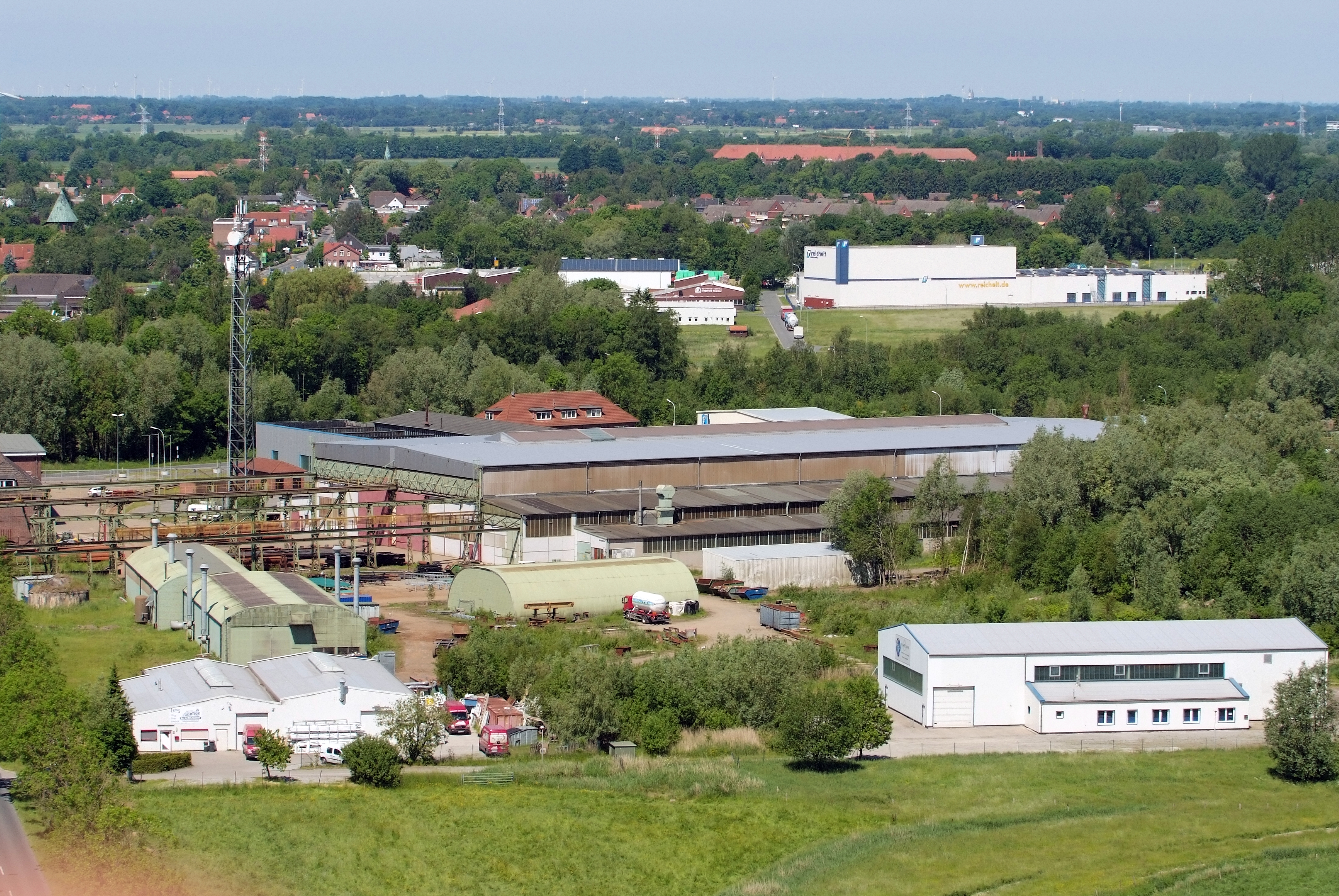
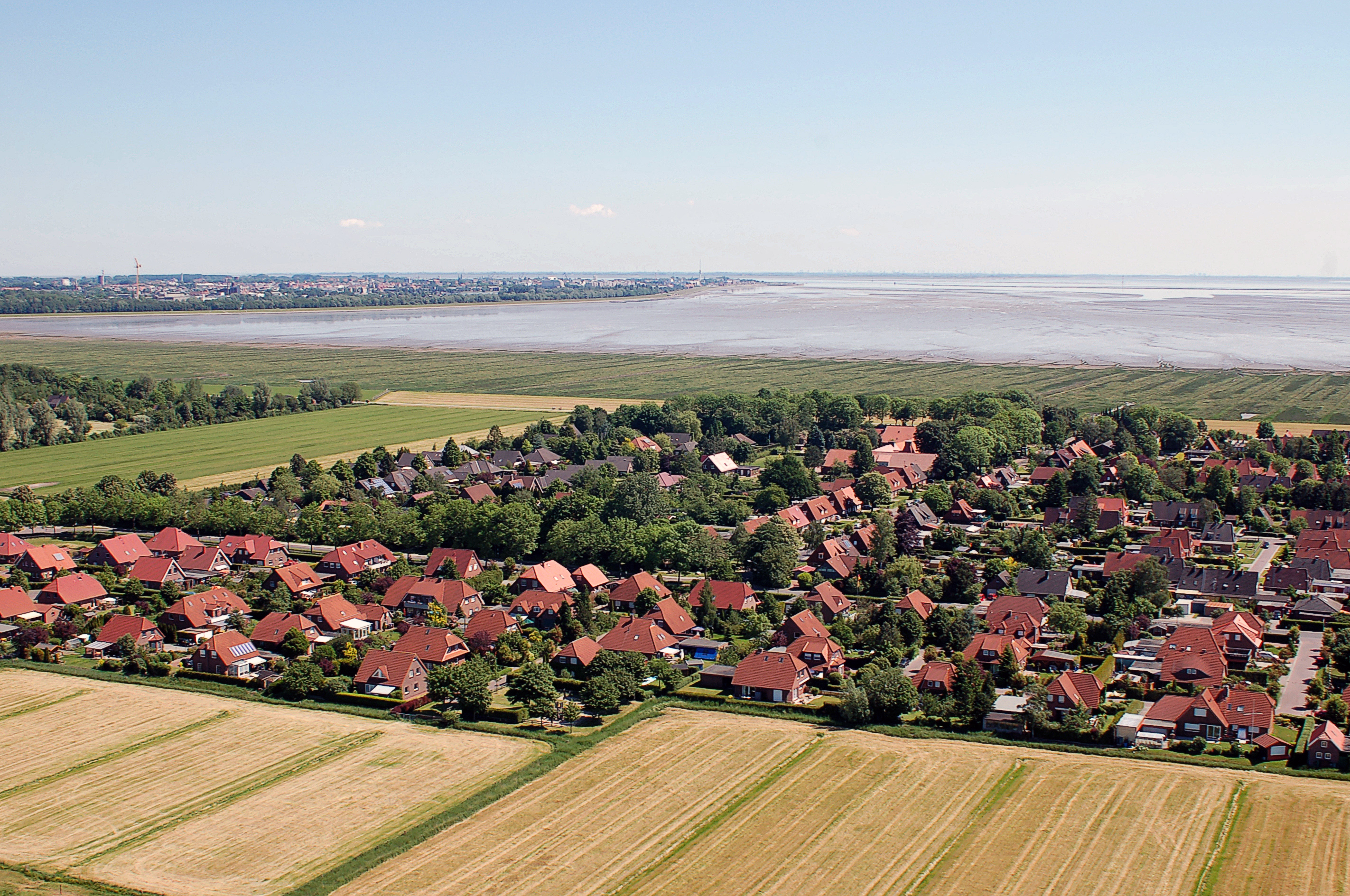
Cäciliengroden
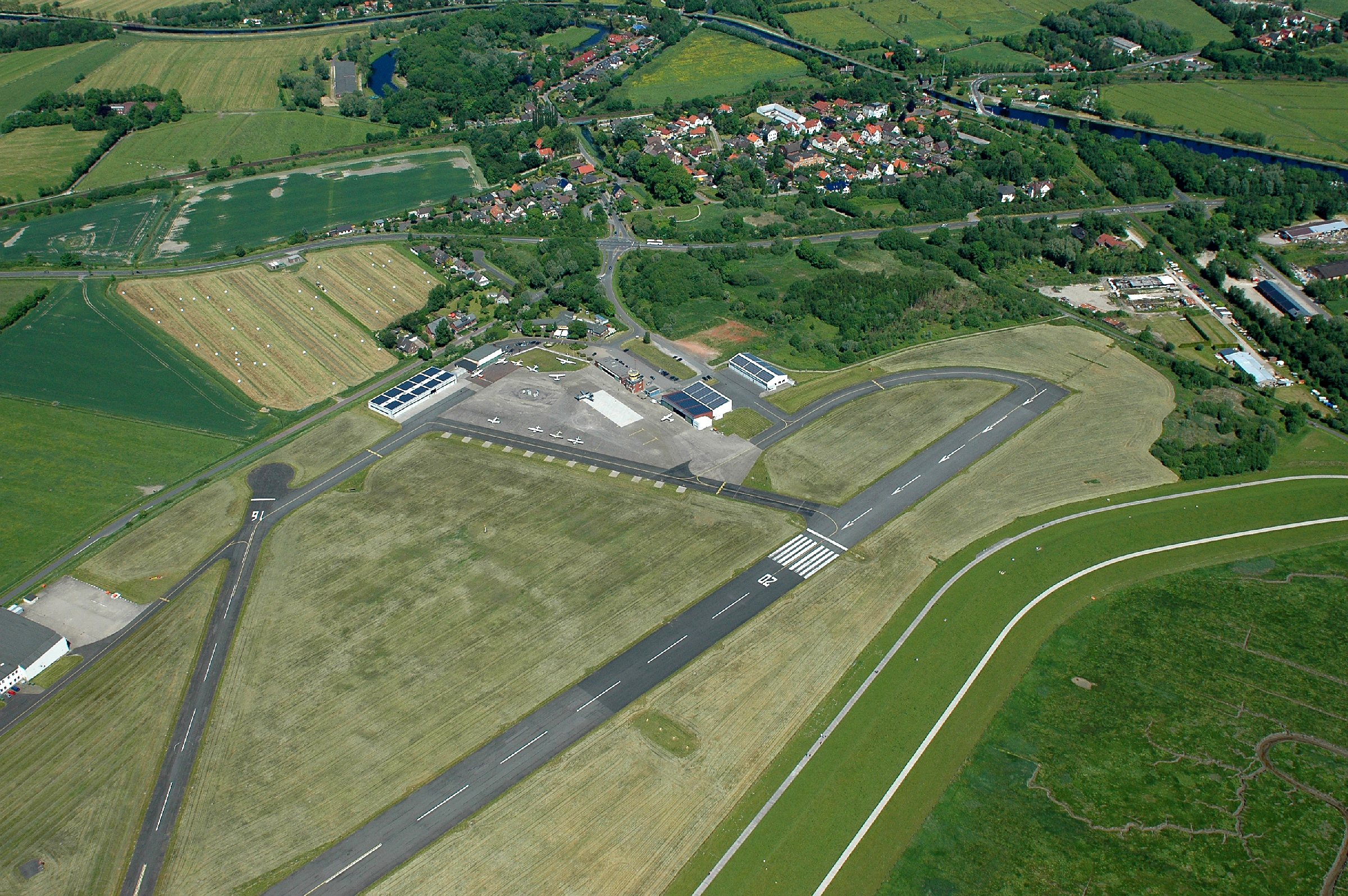
JadeWeserAirport, Mariensiel
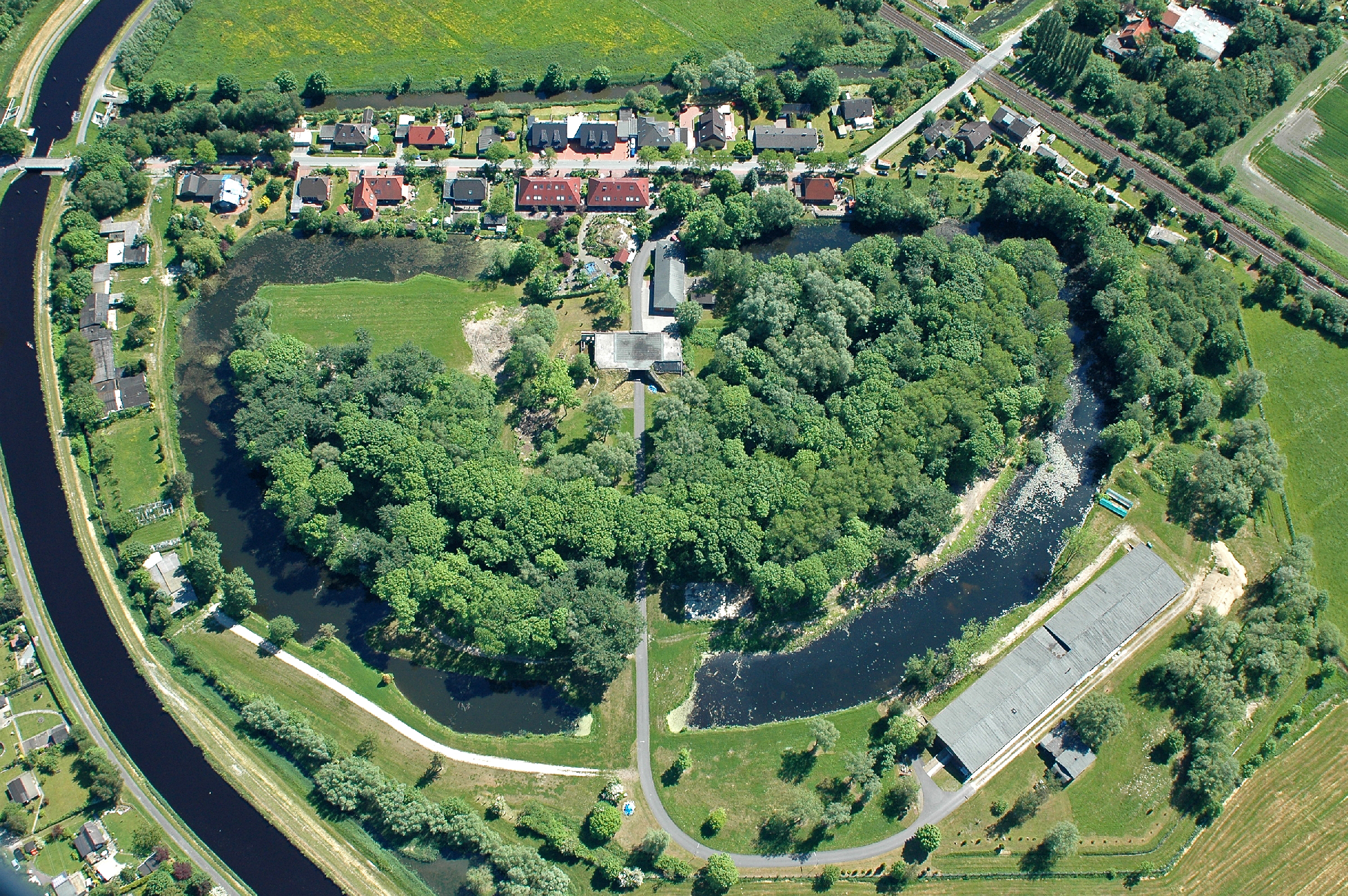
Fort Mariensiel

## Współpraca
- Ueckermünde, Meklemburgia-Pomorze Przednie
- Nowe Warpno, Polska